# Elói Bicudo Varela Lessa
Elói Bicudo Varela Lessa, barão de Lessa (Pindamonhangaba, 1 de dezembro de 1844 — São Paulo, 30 de outubro de 1922) foi um político brasileiro.
Filho dos barões de Paraibuna, Custódio Gomes Varela Lessa e D. Benedita Bicudo Lessa. Casou-se com sua prima, D. Antônia Bicudo Salgado Silva, filha dos Viscondes da Palmeira.
Membro do Partido Liberal, foi seu presidente em 1889. Fez vultosas doações ao governo imperial, durante a Guerra do Paraguai.
Criado barão por decreto de 20 de junho de 1887.